# قائمة استطلاعات جودة الحياة المبلغ عنها من قبل المريض
تسرد هذه المقالة استطلاعات جودة الحياة التي أبلغ عنها المرضى والمستخدمة في مجال الطب والأدوية والتجارب العلمية الأخرى. تكون هذه الاستطلاعات عبارة عن تقييمات للنتائج المبلغة من المريض، وقد تكون استبيانات أو دراسات استقصائية، ويمكن استخدامها لتقييم رضا المريض أو أعراضه أو حالته المرضية أو صحته النفسية.

## القائمة
- مرض آلزهايمر. جودة حياة مقدمي الرعاية لمرضى آلزهايمر (إيه سي كيو إل آي) هو مقياس لتقييم جودة حياة الأفراد الذين يعتنون بمرضى آلزهايمر.[1][2][3] طُور في عام 1997 من قبل معهد غالن للبحوث واستخدم في الدراسات التي تركز على دواء روسيغليتازون وتأثيرات العلاج الدوائي.[4][5]
- الذبحة الصدرية. يقيس استبيان سياتل للذبحة الصدرية (إس إيه كيو) خمسة أبعاد لمرض القلب التاجي ويتكون من 19 عنصرًا.[6] استُخدم إس إيه كيو في الدراسات التي تبحث في تحفيز الحبل الشوكي،[7] واستخدام إيفابرادين ورانولازين،[8] والذبحة الصدرية المعندة.[9]
- التهاب الفقار القسطي. طُور استبيان جودة الحياة في التهاب الفقار القسطي (إيه إس كيو أوه إل) في معهد غالن للبحوث ونُشر في عام 2003.[10] استُخدم في تقييم دوائي أداليموماب وإيتانرسبت.[11][12]
- الربو

1. طُور استبيان تأثير الربو على جودة الحياة عند البالغين (إيه كيو إل كيو) في جامعة ماكماستر في أونتاريو في كندا ونُشر في عام 1992. استُخدم منذ ذلك الحين كأداة مقارنة وأداة في التجارب السريرية.[13]
2. طُور مقياس تأثير الربو على الحياة (إيه إل آي إس) في عام 2010 من قبل معهد غالن للبحوث، وتُرجم إلى 16 لغة.[14]

- التهاب الجلد التأتبي

1. يقيس مؤشر الآباء لجودة الحياة في التهاب الجلد التأتبي (بّي آي كيو أوه إل-إيه دي) تأثير التهاب الجلد التأتبي على جودة الحياة، من وجهة نظر الوالدين. يشمل 28 عنصرًا وطُور بشكل متزامن في المملكة المتحدة وهولندا وألمانيا وإيطاليا وإسبانيا وفرنسا والولايات المتحدة. استُخدم في العديد من الدراسات البحثية حول علاج التهاب الجلد التأتبي لدى الأطفال باستخدام دواء بيميكروليموس، وأيضًا في دراسة بحثية تتعلق بقياس جودة الحياة المرتبطة بالصحة لدى الأطفال في البلدان الأيبيرية الأمريكية.[15][16]
2. يقيس مؤشر جودة الحياة في التهاب الجلد التأتبي (كيو أوه إل آي إيه دي) تأثير التهاب الجلد التأتبي على جودة حياة المريض. هو عبارة عن استبيان مكون من 25 عنصرًا للمرضى الذين تزيد أعمارهم عن 16 عامًا. استُخدم هذا المؤشر أيضًا في الدراسات التي تبحث في الإجراءات التعليمية، وإعطاء الكورتيكوستيرويدات الموضعية وبيميكروليموس.[17]

- جدري الماء. طُور مقياس الاضطراب الأسري بسبب جدري الماء في عام 1994 من قبل معهد غالن للبحوث. استُخدم في دراسة حول التهاب المعدة والأمعاء الناتج عن الفيروس العجلي.[18]
- التهاب الأذن الوسطى المزمن. يحتوي بيان التهاب الأذن الوسطى المزمن في زيورخ (زد سي إم إي آي-21) على 21 استبيانًا مع إجابات تُحسب كـ5 نقاط على مقياس ليكرت ويقيس جودة الحياة المتعلقة بالصحة في التهاب الأذن الوسطى المزمن مع أو بدون ورم كوليسترولي. كُتب في الأصل باللغة الألمانية وترجم إلى عدة لغات، بما في ذلك الإنجليزية والإيطالية واليابانية.[19]
- داء الانسداد الرئوي المزمن. يحتوي استبيان التعايش مع داء الانسداد الرئوي المزمن (إل سي أوه بّي دي) على 22 سؤالًا بنعم أو لا، ويقيم جودة حياة المريض. تُرجم إلى 14 لغة واستخدم أيضًا في دراسة الإعياء وقلة النوم وتبدل المزاج لدى مرضى الانسداد الرئوي المزمن.[20]
- الاكتئاب. يقيم مقياس جودة الحياة في الاكتئاب (كيو إل دي إس) تأثير الاكتئاب على جودة حياة المريض. طُور من قبل معهد غالن للبحوث في عام 1992 بتمويل من شركة ليلي للصناعات. استُخدم كيو إل دي إس لدراسة أدوية فنلافاكسين ودولوكسيتين وبوبروبيون.[21][22]